# Alexander Loit
Alexander Loit, även Aleksander Loit, född 11 juni 1925 i Pärnu, Estland,, död 16 januari 2021 i Uppsala, var en estnisk-svensk historiker med inriktning på Estlands historia. Han anses vara en av de mest framstående estniska historikerna genom tiderna.
Under andra världskriget, 1944, kom Loit med båt över Östersjön till Sverige som flykting. År 1950 tog han examen vid Uppsala universitet och var under åren 1981–1993 professor vid Centrum för baltiska studier vid Stockholms universitet. Hans främsta verk är avhandlingen Kampen om feodalräntan: Reduktionen och domänpolitiken i Estland 1655–1710 (1975). År 1977 fick Loit det Geijers historiska pris, vilket tilldelas den bästa avhandlingen i historia vid Uppsala universitet. Han utnämndes till hedersdoktor vid Tartu universitet 1989. Loit blev 1994 den första personen att tilldelas det Stora historiepriset (tidigare Hertig Karls historiepris). Priset är Sveriges största historieutmärkelse och delas ut till "historiker eller annan som, utan att göra avkall på fackmässig korrekthet, lyckats föra ut historiska kunskaper och forskningsresultat i en vidare krets så att intresset för ämnet ökat".